# Мост (видання)
МОСТ — популярне суспільно-політичне інтернет-видання з Херсонщини. Публікується українською мовою.

Співзасновниками видання у 2012 році були Катерина Гандзюк та Сергій Нікітенко.

## Історія
Інтернет видання засновано 6 вересня 2012 року у розпал парламентської кампанії. Гроші на запуск медіа виділала організація NED[джерело?].
В перший рік роботи над виданням працювали виключно його засновники, і тільки навесні 2013 року там з'явився перший журналіст — студент Херсонського державного університету[джерело?].
Восени 2013 — навесні 2014 року видання щоденно висвітлювало події, які відбувалися на херсонському майдані.
З травня 2014 року видання займається моніторингом публічних закупівель та публічних фінансів в Херсонській області[джерело?].
18 червня 2018 року невідомі скоїли напад на Сергія Нікітенка.
У липні 2018 році було скоєно напад на співзасновницю видання Катерину Гандзюк. 4 листопада вона померла в київській лікарні.
У лютому 2022 року видання стало основним джерелом інформації про події на окупованій Херсонщині[джерело?].
У жовтні 2022 року сайт отримав новий дизайн[джерело?].
20 липня 2023 року на засіданні Національної ради України з питань телебачення і радіомовлення МОСТ зареєстрований як онлайн медіа.